# 日阿拐
日阿拐（賽夏語：basi-Banual；偏名為akuwai；1840年—1903年），閩南裔獅里興社人，本姓張，八歲時隨父母移民台灣。父母不久雙亡，由親戚撫養，後賣給南賽夏族日姓人家收養，遂改姓，養父為日有來（tanoherah ubai）。
日阿拐後來成為南庄獅里興社頭目。曾整合同族各社，組成「聯興庄」以抵禦漢人入墾，被推舉為總頭目。1887年（光緒十三年）台灣設省，清廷開山撫番，被稱為「獅里興社社長」；又因與清國合作，招撫泰雅族有功，受封榮譽六品軍功銜、國子監大學士。1893年，獲大嵙崁撫墾局核准，於今苗栗縣南鄉拓墾，在八卦力、大湳一帶從事製樟腦事業，並自入山開墾的漢人手中，按灶數收取墾荒製腦的權利金山工銀，累積大量資金。
日治初期，日本總督府於明治28年(1895年)頒布「官有林野及樟腦製造業取締規則」，將無官方證明及山林原野地契約之蕃地視為官地，土地收歸國有、實施專賣制度，仍獲台灣總督府特許製腦事業。日本人板本格、中島興吉、關常吉等向他承租土地製腦，然而雙方對契約之認知不同，日阿拐認為承租的是製腦權，日本人則認為包含開墾權，故而引發糾紛。後又因樟腦價格下降，業者積欠山工銀，日阿拐遂聯合賽夏族、泰雅族及客家人於明治35年（1902年）7月6日襲擊南庄支廳，史稱南事件。
南庄事件後日阿拐逃至南庄鹿場，在風美一個名為冷水附近，現今35林班地搭寮躲藏，隔年死於36和37兩林班地交界處。
據傳日阿拐無子，有養子5人。長子日加伊乃阿拐，出身泰雅族，二子日勇叭與三子日阿喜宇和志(又稱日阿金)，具客家血統。

## 外部連結
- 南事件－臺灣大百科全書 （页面存档备份，存于）
- 日阿拐事件－臺灣大百科全書 （页面存档备份，存于）